# João Apolinário
João Apolinário Teixeira Pinto (Sintra, Belas, 18 de Janeiro de 1924 — Marvão, 22 de Outubro de 1988) foi um poeta e jornalista português. Combateu o fascismo tanto em sua terra natal, quanto em seus anos de exílio no Brasil. Colaborou em inúmeras publicações importantes nos dois países. É, no entanto, mais conhecido por seus poemas, musicados pelo filho João Ricardo e apresentados pelo conjunto Secos & Molhados.

## Infância e formação
Viveu parte da infância no Vale da Pomba, propriedade familiar em Lebução, Chaves, onde fez o curso primário. Depois estudou em Lisboa, no Colégio Valsassina e no Liceu Camões e cursou Direito na Faculdade de Direito da Universidade de Coimbra e na Faculdade de Direito da Universidade de Lisboa. Mas já surgira a poesia.

## Jornalista
Aos 21 anos, optando por não advogar, poeta já assíduo da Brasileira do Chiado e jornalista, foi para a França como correspondente da Agência Logos. Viver os terríveis últimos tempos da Segunda Guerra Mundial marcou-o definitiva e cruamente. Depois de alguns anos em Paris — frequentou Artes Gráficas na Sorbonne, conheceu Sartre, Simone de Beauvoir, os intelectuais do Café de Flore, Antonin Artaud, Jean Genet, Marcel Marceau, Édith Piaf, viu o teatro de rua de Henri Gheon — voltou  a Portugal. Sequelas de um acidente ocorrido nos únicos quatro meses de prestação do serviço militar no Batalhão de Artilharia Um, de Lisboa, levaram-no a mudar radicalmente os planos, após meses de um tratamento severo em Genebra.
Acabou a recuperação na casa da mãe, D. Helena Teixeira Pinto. Iniciou a carreira de jurista. Casou-se pela primeira vez, teve dois filhos, João Ricardo e Maria Gabriela. Integrou grupos de intelectuais, poetas e jornalistas. Foi cofundador do Teatro Experimental do Porto e com este o gênio e a modernidade de Marcel Marceau e de Jean Genet chegaram ao país.

## Exílio
A prática cultural, nunca partidária, de João Apolinário, na poesia, no teatro, no jornalismo, especialmente na crítica e na reportagem; a acutilância de suas ideias antifascistas e não colonialistas, mais ações de real proteção a quem delas necessitasse, resultaram em prisões, torturas e, pior, tempos dolorosos de afastamento dos filhos, João Ricardo e Maria Gabriela.
Publicou Morse de Sangue, livro memorizado numa cela subterrânea de Peniche, durante cinco dias e cinco noites; Primavera de Estrelas, O Guardador de Automóveis, A Arte de Dizer.
Foi secretário, na delegação do Porto, da Associação Portuguesa de Escritores, durante a presidência de Aquilino Ribeiro. Recebeu companhias teatrais brasileiras, como a de Cacilda Becker, atriz maior em língua portuguesa. Como resultado disso, em 1963, começou a viver o exílio imposto pela polícia política do regime. Partiu para São Paulo em dezembro daquele ano.
Durante três meses, de Janeiro a Abril, na redação do jornal Última Hora de São Paulo, onde atuou como editor de cultura e crítico de arte, usufruiu, pela primeira vez, do privilégio da liberdade de expressão e de uma vida diária sem pressões político-policiais. Em Abril de 1964 teve início um período longo de ditadura militar no Brasil. O poeta, jornalista a tempo inteiro agora, voltou a escrever nas entrelinhas. Para não ter seu pensamento alterado por um qualquer diretor de jornal, mesmo que amigo, suas críticas de teatro, na Última Hora e no jornal O Globo,  não foram pagas. Ele assim o decidiu e fez. Assimilou a cultura brasileira. E por ela deixou-se assimilar. Tanto que sofreu ameaças de morte do CCC: Comando de Caça aos Comunistas. Era nacionalista num país em que foi crime, desde sempre, sê-lo.
Em São Paulo ainda foi editor de artes e chefe de redação de dois jornais, num período de doze anos. Casou-se pela segunda vez. Viajou pelo país e pela América Latina: Uruguai, Argentina, Colômbia. Conviveu com intelectuais e artistas num forte novo mundo. Teve amigos chilenos, intelectuais atuantes, mortos pelo regime de Pinochet.

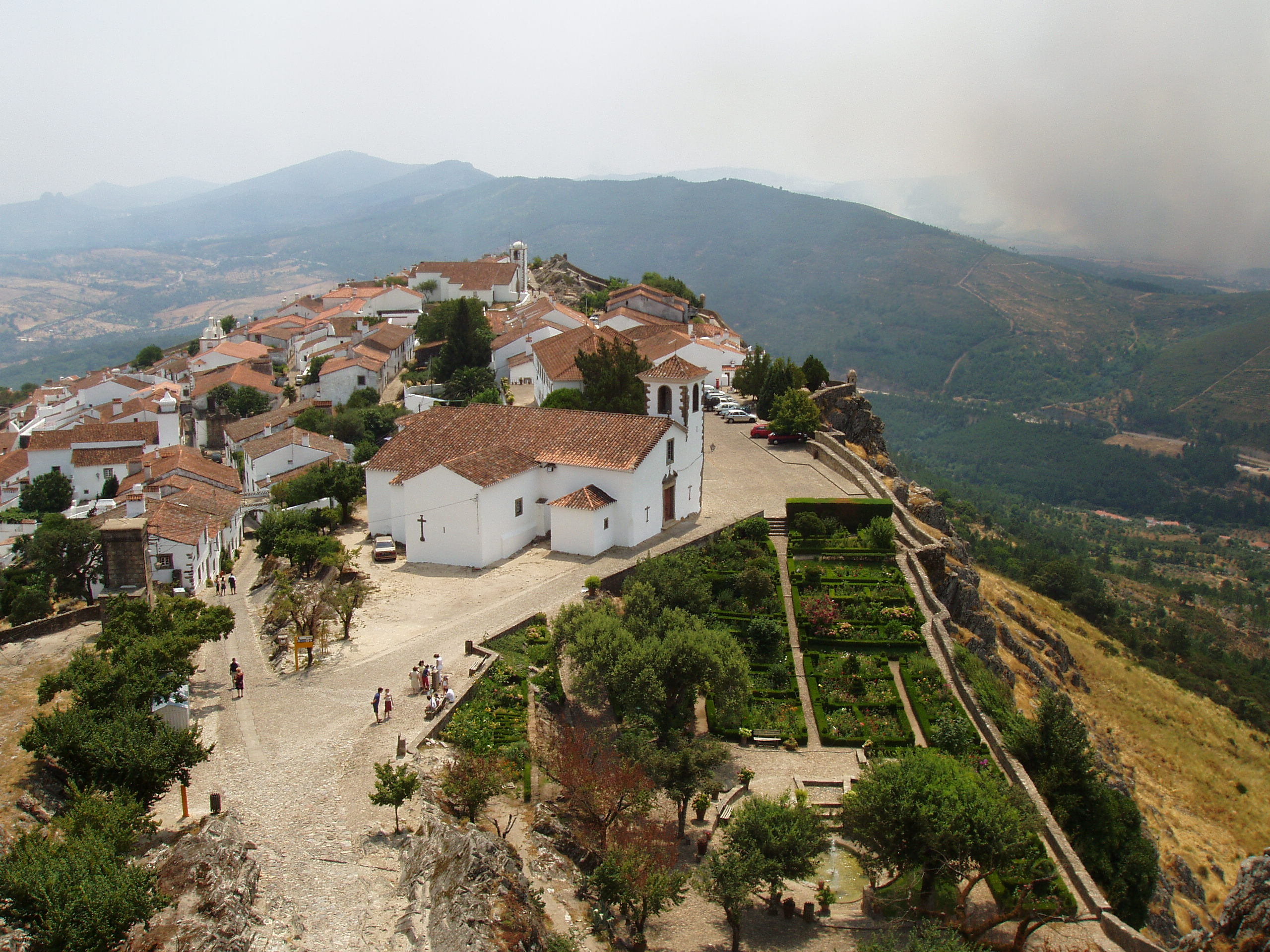
Marvão

Fundou, com outros jornalistas, a APCA – Associação Paulista de Críticos de Arte. É uma referência incontornável na crítica teatral brasileira por ter o espetáculo como sujeito. Ensaiou uma ideia nova de teatro e não teve tempo de experimentá-la.

## Volta
Houve poesia. Muito do que está contido no Poeta Descalço. Viveu, no dia 25 de Abril de 1974, a enorme alegria, por um tempo breve, sim, mas pode vivê-la, de ver Portugal livre do fascismo. Em Setembro visitou o país. E numa semana de Dezembro escreveu Apátridas, poema exultante e exaltante de sua obra, Integrada em diversas edições da História da Literatura Portuguesa.
Em Abril de 1975 voltou a Portugal. Por razões várias, inesperadas, não deixou de ser jurista, como pretendia. Dividiu-se novamente. No entanto, seu trabalho poético cresceu e publicou AmorfazerAmor, Poemas Cívicos, O Poeta Descalço e Eco Húmus Homem Lógico. De 1980 a 1988 escreveu Sonetos Populares Incompletos, ainda inédito.
Ser poeta, não poeta bissexto, como dizia, não chegou a sê-lo. A morte surpreendeu-o a 22 de Outubro de 1988, justamente quando havia reencontrado, na vila de Marvão, o silêncio e o tempo para ver mudar a cor das flores.

### Livros publicados

#### Poesia
- Morse de Sangue, Porto 1955
- O Guardador de Automóveis , Porto 1956, capa e uma gravura de Gastão Seixas, ed do autor em 500 exemplares…
- Primavera de Estrelas, Porto 1961
- Apátridas , São Paulo, 1975
- AmorfazerAmor , Lisboa 1978
- O Poeta Descalço, Lisboa, 1978
- Poemas Cívicos , Lisboa 1979
- Eco Humus Homem Lógico , Lisboa 1981

#### Teatro
- A Arte de Dizer, Porto

#### Reportagem
- Ensaio para uma nova ideia de Teatro — Jornal Última Hora de São Paulo
- Portugal - Revolução Modelo, Rio de Janeiro 1974

### Canções
Poemas de João Apolinário, música de João Ricardo gravadas originalmente pelo conjunto musical Secos e Molhados:
- A Primavera nos Dentes - (Morse de Sangue):

| “ | E envolto em tempestade, decepado, entre os dentes segura a primavera. | ” |

- Urgente…Mais Flores ou A Luta Necessária  – (Morse de Sangue);
- Sei (Eu sei) - (Poeta Descalço);
- Doce Doçura - (Poeta Descalço);
- Os metálicos Senhores Satânicos - (Poeta Descalço);
- Minha namorada  -  (Poeta Descalço);
- Angústia - (Poeta Descalço);
- Voo - (Primavera de Estrelas);
- Flores Astrais - (Primavera de Estrelas);
- Amor - (Poeta Descalço).

Poema de João Apolinário, música de João Ricardo , gravado por João Ricardo
- Os Portugueses lançam o Império ao Mar

Poema de João Apolinário, música de Francisco Fanhais e outros:
- Urgente…Mais Flores ou A Luta Necessária  – (Morse de Sangue).

Poema de João Apolinário, música de Luis Cília:
- "É preciso avisar toda a gente" - (La poesie portugaise de nos jours et de toujours 1)- 1967
- "Recuso-me" - (La poesie portugaise de nos jours et de toujours 1)- 1967
- "Sei que me espera" - (contra a ideia da violência a violência da ideia)- 1973

Poema de João Apolinário, música de Luís Cília, interpretação de Avaruuslintu
- "Tiëdan sä odotat" - na coletânea "Uusi laulu 2"

### Sobre
- Maria Luiza Teixeira Vasconcelos, " A Crítica de João Apolinário: Memória do Teatro Paulista de 1964 a 1971. Ed.Imagem, Conteúdo e Formas, 2013, 2 vols.[6]
- Acervo - O acervo foi doado por sua família para o "Arquivo Edgard Leuenroth" da UNICAMP.[7]